# 蝴蝶星雲
閔考斯基2-9，縮寫為M2-9（也稱為閔考斯基的蝴蝶、蝶翼星雲或就是蝴蝶星雲和雙噴流星雲），是魯道夫·閔考斯基在1947年發現的一個行星狀星雲。它位於蛇夫座，與地球的距離為2,100光年。這個雙極星雲特有的雙瓣是由中心恆星發出的物質構成的。因為瓣的形狀相信是由極性的噴流造成的，因此天文學家曾經謔稱這個星雲為雙噴流星雲，但它的形狀更像是蝴蝶的翅膀。哈伯太空望遠鏡在1990年代曾拍攝這個星雲的影像。
M2-9呈現在星雲中心的一個聯星系統壯觀的“最後喘息” 。聯星系統的主要成員是一顆已經走到生命週期盡頭的主序星，外層的氣體已經噴發成為紅巨星，並且炙熱的核心即將發展成為白矮星；相信在它生命的早期是一顆類似太陽恆星。另一顆恆星，聯星中質量較小的一顆，以非常靠近的軌道繞行，極可能已籠罩在對方擴散開來的恆星大氣層內，經由彼此的交互作用創造了這個星雲。天文學家的理論指出，一顆恆星的引力場可以從另一顆恆星的表面牽引出氣體，並拋擲到太空中擴散形成薄而稠密的盤面。這樣的盤面成功的推算出氣體排出形成像M2-9的外觀。
這個星雲因為高速的恆星風吹進了盤面，而戲劇性的快速膨脹，影響之下產生了巨大的垂直於盤面的細緻沙漏型翼，這些翼的投影呈現出蝴蝶翅膀的形象。估計最外層的年齡已經有1,200年之久(Schwarz et al. 1997)。

## 註解
1. ^ Radius = distance × sin(angular size / 2) = 2.1 kly * sin(115″ / 2) = 0.6 ly
2. ^ 14.7 apparent magnitude - 5 * (log10(650 pc distance) - 1) = 5.6 absolute magnitude

1. 1 2 3 4 5  (SIMBAD 2006)
2. 1 2 3  (Schwarz et al. 1997)
3. ↑  (APoD 2005)
4. ↑  (APoD 2007)

## 外部連結
- NASA APoD 1997-12-23 （页面存档备份，存于） & APoD 1999-03-21 （页面存档备份，存于） & APoD 2004-02-01 （页面存档备份，存于） & APoD 2005-06-12 （页面存档备份，存于） & APoD 2007-06-18 （页面存档备份，存于） M2-9: Wings of a Butterfly Nebula